# Promiopteryx punctata
Promiopteryx punctata är en bönsyrseart som beskrevs av Giglio-tos 1917. Promiopteryx punctata ingår i släktet Promiopteryx och familjen Thespidae. Inga underarter finns listade i Catalogue of Life.